# Radu Bălănescu
Radu Bălănescu (n. 29 septembrie 1963, București) este un medic pediatru, chirurg, doctor în științe medicale român, medic specialist în chirurgie și ortopedie pediatrică, directorul medical și șeful Clinicii de Chirurgie și Ortopedie Pediatrică din Spitalul Clinic de Urgență pentru Copii „Grigore Alexandrescu”. Radu Bălănescu este francmason și deține în prezent funcția de Mare Maestru al Marii Loji Naționale din România si Presedinte de onoare ad-vitam al Conferinței Mondiale a Marilor Loji Masonice Regulare.

## Biografie
Radu Bălănescu s-a născut în București. A absolvit în 1982 Liceul de Științe ale Naturii „C. A. Rosetti” pentru ca apoi să urmeze Facultatea de Pediatrie a Universității de Farmacie și Medicină „Carol Davila” (1990) din București. Doctor în Științe Medicale, activitatea medicală a lui Radu Bălănescu este strâns legată de Spitalul Clinic de Urgență pentru Copii „Grigore Alexandrescu,” unde a parcurs numeroase etape ale devenirii sale profesionale ca medic secundar, primar și specialist în chirurgie și ortopedie pediatrică, iar apoi ca Director Medical și, din 2011, Șeful Clinicii de Chirurgie și Ortopedie Pediatrică.
Radu Bălănescu este căsătorit cu medicul Laura Bălănescu.

## Activitate profesională[7]
- 1990 – 1992
  - Medic stagiar chirurgie și ortopedie pediatrică – Spitalul Clinic de Urgență pentru Copii „Grigore Alexandrescu;”
- 1992 – 1995
  - Preparator Universitar U.M.F. „Carol Davila” – Catedra de Chirurgie și Ortopedie Pediatrică;
  - Medic secundar chirurgie și ortopedie pediatrică – Spitalul Clinic de Urgență pentru Copii „Grigore Alexandrescu;”
- 1995 – 1998
- 1998 – 2013
  - Lector universitar U.M.F. „Carol Davila” – Catedra de Chirurgie și Ortopedie Pediatrică;
  - Asistent Universitar U.M.F. „Carol Davila” – Catedra de Chirurgie și Ortopedie Pediatrică;
  - Medic specialist chirurgie și ortopedie pediatrică – Spitalul Clinic de Urgență pentru Copii „Grigore Alexandrescu;”
- Din 1998 - prezent
  - Medic primar chirurgie și ortopedie pediatrică – Spitalul Clinic de Urgență pentru Copii „Grigore Alexandrescu”
- Din 2007 - prezent
  - Director Medical – Spitalul Clinic de Urgență pentru Copii „Grigore Alexandrescu;”
- Din 2011 - prezent
  - Șef Clinică de Chirurgie și Ortopedie Pediatrică – Spitalul Clinic de Urgență pentru Copii „Grigore Alexandrescu;”
- Din 2013 - prezent
  - Președintele Comisiei Naționale de Chirurgie Pediatrică la nivelul Ministerului Sănătății;
  - Conferențiar Universitar Doctor în Științe Medicale.
- 3 noiembrie 2018    reales Mare Maestru al Marii Loji Naționale din România.

## Prof. Univ. Dr. Radu Bălănescu și masoneria
Începând din anul 2010 și până în prezent, în calitate de Mare Maestru, P:.R:.Fr:. Radu Bălănescu a reprezentat Marea Lojă Națională din România la toate edițiile Conferinței Mondiale a Marilor Loji Masonice Regulare.
În 2014, Prof. Univ. Dr. Radu Bălănescu a devenit secretar general al Conferinței Mondiale a Marilor Loji Masonice Regulare . și ulterior Președinte de Onoare al Conferinței Mondiale a Marilor Loji Regulare.

Parcursul masonic, funcții și demnități:
Păstrând tradiția masonică a familiei, P:.R:.Fr:. Radu Bălănescu a fost Inițiat și Ridicat la Sublimul Grad de Maestru Mason în R:.L:. „Dale Woodward”, nr. 55, Or:. București.
6014 - prezent
În data de 17 Mai 6014, în cadrul celei de-a 13-a ediții a Conferinței Mondiale a Marilor Loji Masonice Regulare, organizată de Marea Lojă Națională din România în București, în perioada 14-17 Mai 6014, dintre cei trei candidați, participanții la Conferință l-au ales cu o largă majoritate de voturi pe P:.R:.Fr:. Radu Bălănescu în funcția de Secretar Executiv al Conferinței Mondiale a Marilor Loji Masonice Regulare, pentru un mandat de 4 ani și jumătate, ce poate fi reînnoit.
6013 - prezent
În Noiembrie 6013, P:.R:.Fr:. Radu Bălănescu a fost reales de Conventul Marii Loji Naționale din România, cu 97,16% din voturi, pentru al doilea mandat de Mare Maestru al Marii Loji Naționale din România;
6010 - 6013
În Noiembrie 6010 a fost ales Mare Maestru al Marii Loji Naționale din România;
6006 – 6010
În Noiembrie 6006 a fost ales Pro Mare Maestru al Marii Loji Naționale din România;
6005 – 6006
Inspector Expert pentru Or:. București al Marii Loji Naționale din România;
6005 – 6007
Maestru Venerabil timp de două mandate al R:.L:. „Dale Woodward”, nr. 55, Or:. București;
6009
Ritul York România – Gradele Capitulare, Gradele Criptice și Gradele Cavalerești
Distincții și titluri onorifice masonice:
Cea mai înaltă distincție a Marii Loji a Spaniei, „Ordinul Masonic al Fondatorului”, cu semnul distinctiv albastru, acordată în baza hotărârii M:.L:.E:. și conferită cu prilejul Conventului Marii Loji a Spaniei din luna Martie 6014;
Cea mai înaltă distincție a Marilor Loji Unite ale Germaniei, conferită cu prilejul Aniversării a 275 de ani de Francmasonerie Simbolică Regulară pe teritoriul de astăzi al Germaniei (29 Septembrie 6012) de Marele Maestru al M:.L:.U:.G:., P:.R:.Fr:. Rüdiger Templin, pentru contribuția deosebită la dezvoltarea Masoneriei Regulare în Europa;
Membru de Onoare al Marii Loji din Panama (fondată în 5916), titlul conferit de Marele Maestru al M:.L:.P:., P:.R:.Fr:. Raul de Obaldia Garcia de Paredes, cu prilejul participării P:.R:.Fr:. Radu Bălănescu la „Ziua Frăției Universale”, organizată de Marea Lojă din Panama în Noiembrie 6011;
Cea mai înaltă distincție în Grad de Comandor a Marii Loji a Statului Paraná, din Brazilia, conferită cu ocazia participării Marelui Maestru al M:.L:.N:.R:. la Ținuta Comună „Caravana Frăției”, organizată de respectiva Mare Lojă în Londrina, în data de 11 Noiembrie 6011;
În Noiembrie 6013, Prea Respectabilului Frate Radu Bălănescu i-a fost conferit titlul de Membru de Onoare al Ordinului DeMolay International România;
În Aprilie 6013, Ordinul DeMolay International România i-a conferit Prea Respectabilului Frate Radu Bălănescu Medalia Jubiliară de Onoare a Ordinului DeMolay International România;
În Mai 6012, Marele Consiliu al Gradelor Masonice Aliate Europa i-a acordat titlul de Mare Maestru Suveran de Onoare al Marelui Consiliu Al Gradelor Masonice Aliate Europa;
În Aprilie 6012 i-a fost decernată distincția „Legiunea de Onoare” a Ordinului DeMolay International;
Ordinul Masonic Român în Grad de Comandor (cea mai înaltă distincție a Marii Loji Naționale din România) i-a fost conferită Prea Respectabilului Frate Radu Bălănescu în data de 23 Aprilie 6010.
Proiecte și programe realizate în calitate de coordonator și promotor:
6013 – A implementat Programul „Caritatea”. Prin acest Program, realizat în urma semnării unui protocol de parteneriat cu Primăria Sectorului 6, București, și dezvoltat în colaborare cu Direcția Generală de Asistență Socială și Protecția Copilului Sector 6 (D.G.A.S.P.C. – Sector 6), M.L.N.R., prin contribuțiile benevole ale membrilor săi din București, asigură zilnic masa de prânz pentru un număr de 100 de persoane cu venituri la limita subzistenței. Direcția Generală de Asistență Socială și Protecția Copilului Sector 6 asigură locația, cu dotările corespunzătoare, aflată în B-dul Uverturii, Nr. 81, sector 6, în incinta Spitalului Social „Sfântul Nectarie”, precum și personalul de specialitate. Beneficiarii Programului sunt propuși de D.G.A.S.P.C. – Sector 6, după realizarea unei riguroase anchete sociale.
6011 – A implementat Programul „Pro Vita”, ce vizează ajutorarea financiară a Fraților cu probleme medicale din cadrul Marii Loji Naționale din România și a rudelor de gradul întâi ale acestora;
6011 – A implementat Programul privind sprijinirea de către M:.L:.N:.R:. a Atelierelor din Obediență care construiesc Temple Masonice;
6009 – A elaborat Programul Național Bursier „Viitorul României”, prin care Marea Lojă Națională din România acordă anual burse studenților cu rezultate excepționale la învățătură;
6008 – Din acest an este Managerul de Proiect al Forumului Oamenilor de Știință și Cultură; 
6007 – A elaborat „Programul de asistență medicală” pentru Frații din Obediența Marii Loji Naționale din România. La implementarea acestuia a colaborat cu Respectabilii Frați Mare Medic, Mare Medic Adjunct și cu membrii Comisiei Medicale a Marii Loji Naționale din România.
„Masoneria nu face politică. Impresia mea, ca cetățean al României, este că România în momentul ăsta este pe un drum foarte, foarte bun! Există stabilitate, există o majoritate liniștitoare care a putut să genereze niște legi corecte pentru țară și cred că și cetățenii de rând sunt mult mai liniștiți, pentru că a dispărut acea agitație generată de diferite lupte politice. Avem nevoie de liniște, pentru a putea să ne dezvoltăm, astfel încât niște proiecte să poată fi puse la punct, să fie aplicate și lucrurile să meargă bine.
Din punctul meu de vedere, așa cum mi-am dorit întotdeauna și pentru Marea Lojă Națională din România, cred că cele mai importante lucruri sunt unitatea, liniștea și să stea toată lumea la aceeași masă și să genereze niște proiecte pentru binele țării. Din fericire, cred că traversăm o perioadă în care aceste lucruri se întâmplă. Eu îndrăznesc să sper că lucrurile acestea vor continua pe o perioadă destul de lungă de timp de acum încolo. Sunt optimist în legătură cu viitorul României. Cred că avem oportunități importante și cred  că avem și oameni care pot să ducă la îndeplinire aceste oportunități“, a spus, la DC News, Prof. univ. dr. Radu Bălănescu, Presedinte al Asociației Marea Lojă Naționale din România.